# Огаст (Калифорнија)
Огаст (енгл. August) насељено је место без административног статуса у америчкој савезној држави Калифорнија.

## Демографија
По попису из 2010. године број становника је 8.390, што је 582 (7,5%) становника више него 2000. године.
| Група             | 2000.         | 2010.         |
| Белци             | 2.745 (35,2%) | 1.679 (20,0%) |
| Афроамериканци    | 103 (1,3%)    | 224 (2,7%)    |
| Азијати           | 253 (3,2%)    | 358 (4,3%)    |
| Хиспаноамериканци | 4.370 (56,0%) | 5.897 (70,3%) |
| Укупно            | 7.808         | 8.390         |